# Rezső Sugár
Rezső Sugár (født 9. oktober 1919 i Budapest, Ungarn - død 22. september 1988) var en ungarsk komponist, professor og lærer.
Sugár studerede komposition på Franz Liszt Musikkonservatoriet i Budapest hos Zoltan Kodaly. Han har skrevet tre symfonier, orkesterværker, en sinfonietta, kammermusik, sange og musik for mange instrumenter etc. Sugár var lærer i komposition på Musikkonservatoriet i Budapest, og senere professor i komposition på Franz Liszt Musikkonservatorium.

## Udvalgte værker
- Symfoni (1955) - for orkester
- Kammersymfoni (1969, Rev. 1974) - for kammerorkester
- Symfoni og variation (1970) - for orkester
- Sinfonietta (1955) - for orkester
- Metamorfoser (1966) - for orkester
- Partita (1967) - for orkester